# دوري الدرجة الأولى البوتاني 2004
دوري الدرجة الأولى البوتاني 2004 هو موسم من دوري الدرجة الأولى البوتاني. فاز فيه ترانسبورت يونايتد إف سي.